# Agave cajalbanensis
Espèce
Agave cajalbanensis est une espèce de plantes du genre Agave.